# Guargualé
Guargualé est une commune française située dans la circonscription départementale de la Corse-du-Sud et le territoire de la collectivité de Corse. Le village appartient à la piève d'Ornano.

## Géographie
Guargualé est situé à 400 m d'altitude au-dessus de la vallée du Taravo. Le village se situe à 37 km de route d'Ajaccio et à 41 km de Propriano.

## Urbanisme

### Typologie
Au 1er janvier 2024, Guargualé est catégorisée commune rurale à habitat dispersé, selon la nouvelle grille communale de densité à sept niveaux définie par l'Insee en 2022.
Elle est située hors unité urbaine. Par ailleurs la commune fait partie de l'aire d'attraction d'Ajaccio, dont elle est une commune de la couronne,. Cette aire, qui regroupe 79 communes, est catégorisée dans les aires de 50 000 à moins de 200 000 habitants,.

### Occupation des sols
L'occupation des sols de la commune, telle qu'elle ressort de la base de données européenne d’occupation biophysique des sols Corine Land Cover (CLC), est marquée par l'importance des forêts et milieux semi-naturels (85,9 % en 2018), néanmoins en diminution par rapport à 1990 (88 %). La répartition détaillée en 2018 est la suivante :
forêts (85,8 %), zones agricoles hétérogènes (14,1 %), milieux à végétation arbustive et/ou herbacée (0,1 %). L'évolution de l’occupation des sols de la commune et de ses infrastructures peut être observée sur les différentes représentations cartographiques du territoire : la carte de Cassini (XVIIIe siècle), la carte d'état-major (1820-1866) et les cartes ou photos aériennes de l'IGN pour la période actuelle (1950 à aujourd'hui).

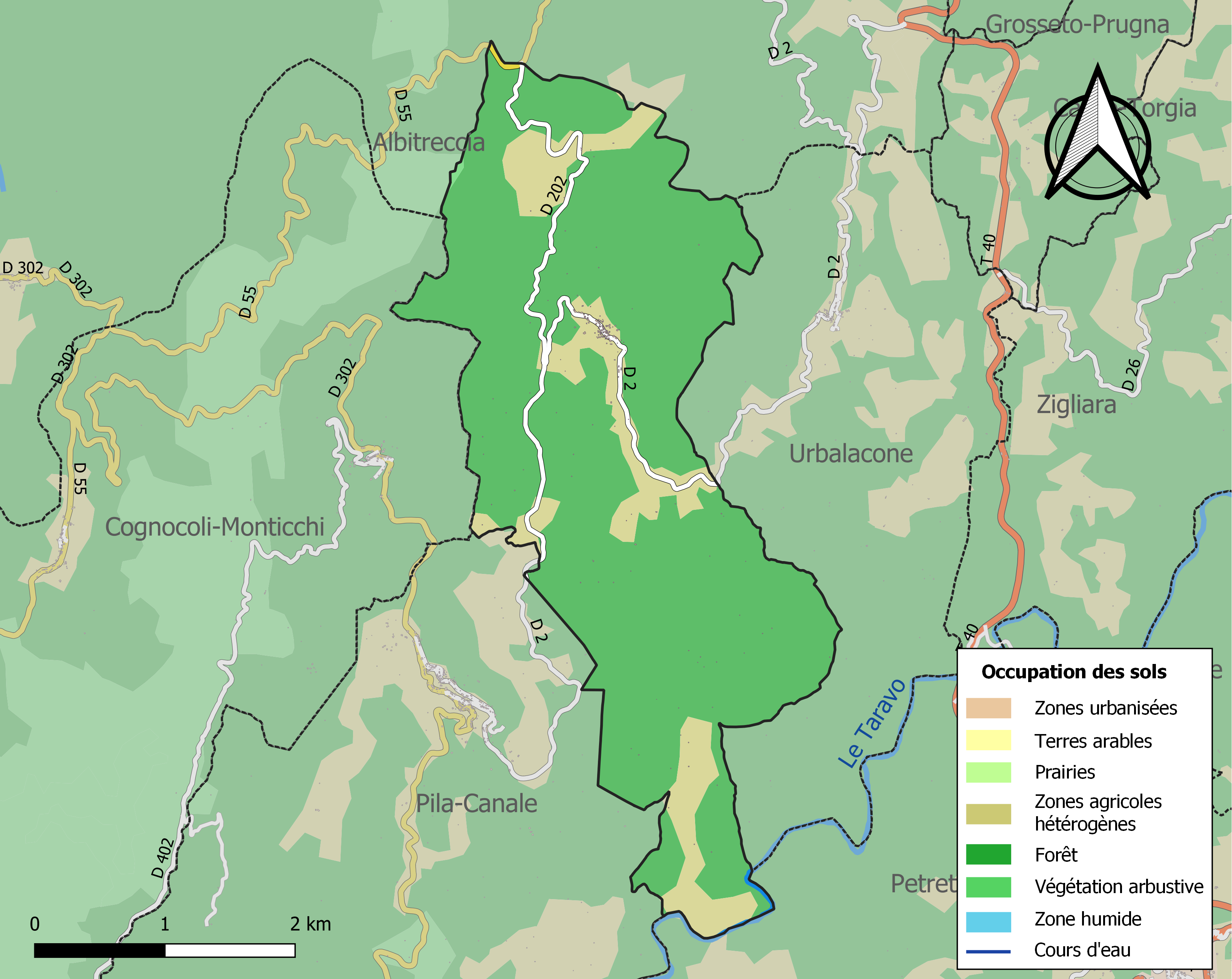
Carte des infrastructures et de l'occupation des sols de la commune en 2018 (CLC).

## Toponymie
Le nom corse de la commune est Vargualè [βarβaˈlɛ]. Ses habitants sont les Vargualinesi.

## Politique et administration
| Période                                  | Période  | Identité               | Étiquette | Qualité                                     |
| ---------------------------------------- | -------- | ---------------------- | --------- | ------------------------------------------- |
| Les données manquantes sont à compléter. |          |                        |           |                                             |
| avant 1995                               | ?        | Félix-Antoine Casanova | DVD       |                                             |
| 2001                                     | 2016     | Charles Casanova       | UMP-LR    | Fonctionnaire départemental de Corse-du-Sud |
| 2016                                     | En cours | Paule Casanova-Nicolaï | SE        | Journaliste                                 |

## Démographie
L'évolution du nombre d'habitants est connue à travers les recensements de la population effectués dans la commune depuis 1800. Pour les communes de moins de 10 000 habitants, une enquête de recensement portant sur toute la population est réalisée tous les cinq ans, les populations de référence des années intermédiaires étant quant à elles estimées par interpolation ou extrapolation. Pour la commune, le premier recensement exhaustif entrant dans le cadre du nouveau dispositif a été réalisé en 2007.

En 2022, la commune comptait 148 habitants, en évolution de +5,71 % par rapport à 2016 (Corse-du-Sud : +7,61 %, France hors Mayotte : +2,11 %).
| 1800 | 1806 | 1821 | 1831 | 1836 | 1841 | 1846 | 1851 | 1856 |
| ---- | ---- | ---- | ---- | ---- | ---- | ---- | ---- | ---- |
| 237  | 252  | 269  | 368  | 297  | 292  | 313  | 352  | 353  |

| 1861 | 1866 | 1872 | 1876 | 1881 | 1886 | 1891 | 1896 | 1901 |
| ---- | ---- | ---- | ---- | ---- | ---- | ---- | ---- | ---- |
| 396  | 369  | 380  | 352  | 401  | 404  | 448  | 458  | 403  |

| 1906 | 1911 | 1921 | 1926 | 1931 | 1936 | 1946 | 1954 | 1962 |
| ---- | ---- | ---- | ---- | ---- | ---- | ---- | ---- | ---- |
| 352  | 402  | 386  | 343  | 362  | 355  | 214  | 352  | 187  |

| 1968 | 1975 | 1982 | 1990 | 1999 | 2006 | 2007 | 2012 | 2017 |
| ---- | ---- | ---- | ---- | ---- | ---- | ---- | ---- | ---- |
| 166  | 146  | 104  | 69   | 109  | 119  | 120  | 136  | 145  |

| 2022 | - | - | - | - | - | - | - | - |
| ---- | - | - | - | - | - | - | - | - |
| 148  | - | - | - | - | - | - | - | - |

## Culture locale et patrimoine

### Lieux et monuments
- Église Saint-Sauveur de Guargualé. Elle est inscrite à l'Inventaire général du patrimoine culturel[11].
- Chapelle Saint-Cyr dite San-Quilicu de Guargualé.

### Personnalités liées à la commune
- Daniel Pennac de son vrai nom Daniel Pennacchioni (1944), écrivain français. Prix Renaudot en 2007 pour son roman Chagrin d'école.

### Héraldique
| Blason de Guargualé | Blason  | Parti : au 1er d'argent à trois fasces ondées et augmentées d'azur, celle du milieu chargée d'une porte de ville, avec son avant-mur dextre d'argent et ouverte de sable, au 2e d'or à l'olivier de sable. |
| Blason de Guargualé | Détails | Le statut officiel du blason reste à déterminer. |